# Октябрьская (Владимирская область)
Октябрьская — деревня в Вязниковском районе Владимирской области России. Входит в состав Паустовского сельского поселения.

## География
Деревня расположена на берегу речки Селезень в 7 км на юг от центра поселения деревни Паустово и в 21 км на юг от города Вязники.

## История
В конце XIX — начале XX века деревня называлась Холуй и входила в состав Ждановской волости Вязниковского уезда. В 1859 году в деревне числилось 40 дворов, в 1905 году — 52 двора. В 1903 году в деревне была открыта школа.
С 1929 года деревня являлась центром Холуйского сельсовета Вязниковского района, в 1935—1963 годах в составе Никологорского района. В 1960 году деревня Холуй была переименована в деревню Октябрьская. В 1973 году в деревне было построено новое двухэтажное здание школы.

## Население
| 1859 | 1905 | 1926 | 2002  | 2010 | 2021 |
| ---- | ---- | ---- | ----- | ---- | ---- |
| 340  | ↗341 | ↗778 | ↗1077 | ↘842 | ↘744 |

## Инфраструктура
В деревне расположены Октябрьская основная общеобразовательная школа № 2, детский сад «Аленький цветочек», операционная касса № 93/0136 Сбербанка России, отделение федеральной почтовой связи